# パシール・グダン駅
パシール・グダン駅（パシール・グダンえき）は、マレーシアのジョホール州パシール・グダンにある、マレー鉄道パシール・グダン支線の駅である。

## 概要
国道17号線に隣接して駅があり、トレーラーの出入りが可能である。
パシール・グダン支線は貨物列車のみの運行であるため、客扱いは無い。

## 駅構造
港の近くにある広い貨物ヤードをもつ地上駅である。コンテナホームは広く、機回し線もある終着駅である。